# 邹氏螳属
邹氏螳属（学名：Zouza）为突翅螳科的一个属。

## 下属物种
本属包括以下物种：
- 辐射邹氏螳 Zouza radiosa Giglio-Tos, 1907